# سیارک ۲۶۱۶۹
سیارک ۲۶۱۶۹ (به انگلیسی: 26169 Ishikawakiyoshi، نامگذاری:1995YY) بیست و شش هزار و صد و شصت و نهمین سیارک کشف شده‌است که در ۲۱ دسامبر ۱۹۹۵ کشف شد.